# 反射 (生理学)
反射是神经活动的最基本方式，是指有机体的中枢神经对外界刺激所做出的有规律的应答。也是一切心理与行为的生物学基础。完成反射的结构基础是反射弧。

## 反射完成的必要条件
第一，要有完整的反射弧，反射弧中的任何一节在结构或功能上受损，反射均不能完成
第二，要有适宜的刺激（刺激种类及刺激强度均适宜）
第三，具有神经系统的多细胞生物才能发生反射

## 应激性与反射
应激性是生物体对外界刺激所做出的反应，是生物体的基本特征之一。
反射是指在中枢神经系统的参与下，机体对内外刺激作出的规律性应答反应。
我们可以把反射看作是应激性的一种高级形式，两者的主要区别在于是否有神经系统的参与。

## 重要性
- 保護生命／器官，如眨眼反射便是為了保護眼睛。

## 分類
- 簡單反射（非条件反射）：神經訊號由感受器發出，經過延髓或脊髓，不經過大腦，直接傳遞到作用器。大脑皮层以下的神经中枢（如脊髓）即可完成。這是天生的、每個人都會作出相似的反應，如腹壁反射、提睾反射、膝跳反射（擊打膝蓋，小腿會向上）。
- 经典条件反射（条件反射）：需要大脑皮层的参与，是要經過學習的。如一隻狗經訓練後，一聽到某種聲音便會分泌唾液。条件反射使机体具有更强的预见性，灵活性和适应性，大大提高了动物应对复杂环境变化的能力[4]